# 双龙桥站
双龙桥站是位于云南省建水县西庄镇白家营村的一个铁路乘降所，轨距1000mm，有蒙宝铁路经过该站。该站因临近建水十七孔桥，2015年开行建水古城小火车旅游项目增设，仅有侧式站台一座，正线一条，无配建站房。车站及其上下行区间均未电气化。车站距离蒙自站约102公里，距离宝秀站约40公里，隶属昆明铁路局。
截止2022年8月，该站停靠建水古城小火车（临安-团山）2列，石屏米轨小火车（临安-石屏）1列，分别为09:20到/09:50开（临安-团山）、12:00到/12:30开（临安-石屏），14:50到/15:20开（临安-团山）。